# Мурмос
Мурмос (лит. Murmos) — село в восточной части Литвы. Входит в состав Швенченеляйского староства Швянчёнского района. В 2011 году население Мурмоса составляло 20 человек.

## География
Село Мурмос расположено в Аукштайтском национальном парке к югу от большого озера Крятуонас. Ближайшие населённые пункты — сёла Кретуонис, Памурме и Науйи-Шаминяй.

## Известные уроженцы
- Вирджиния Вольскене[лит.] (род. 1965) — юрист, судья высшего административного суда Литвы.

## Население
| 1846                           | 1902 | 1905 | 1931 | 1959 | 1970 |
| ------------------------------ | ---- | ---- | ---- | ---- | ---- |
| 45                             | 80   | 92   | 83   | 93   | 80   |
| 1979                           | 1989 | 2001 | 2011 | -    | -    |
| 51                             | 48   | 28   | 20   | -    | -    |
| Гистограмма динамики населения |      |      |      |      |      |